# 印第安瓦利 (愛達荷州)
印第安瓦利（英語：Indian Valley）是位於美國愛達荷州亞當斯縣的一個非建制地區。該地的面積和人口皆未知。

## 地理
印第安瓦利的座標為44°33′26″N 116°26′03″W / 44.55722°N 116.43417°W，而該地的平均海拔高度為915米（即3002英尺）。